# 이원영 (1954년)
이원영(李源榮, 1954년 4월 7일~)은 대한민국의 변호사이다. 제17대 국회의원을 지냈다.
경기고등학교, 서울대학교 법과대학, 서울대학교 대학원을 나왔다. 1983년 사법시험에 합격하여 변호사로 활동하였다. 1996년 제15대 총선에서는 서울 금천구 지역구에 출마, 낙선하였다. 2004년 제17대 총선에서 열린우리당 후보로 경기도 광명시 갑 지역구에 출마, 당선되었다. 2008년 제18대 총선에서는 통합민주당 공천에서 전 광명시장 백재현에게 밀려 탈락하였다.

## 경력
- 1983년 제25회 사법시험 합격
- 제15기 사법연수원 수료
- 1985년 서울대학교 총동창회 이사
- 1988년 민주사회를 위한 변호사 모임 창립회원, 구로공단역 앞 변호사 사무실 개설, 남부 노동 법률상담소 개설
- 1989년~1991년 노동과 건강 연구회 공동대표
- 1994년 민주사회를 위한 변호사 모임 노동위원회 위원장
- 1995년 시민교통환경센터 운영위원장, 한국여성노동자회 협의회 이사
- 통합민주당 서울 금천구 지구당 위원장
- 산업안전보건교육센터 이사장
- KTB 벤처펀드 감독이사
- 2000년~2002년 대통령직속 의문사진상규명위원회 위원
- 법무법인 이산 대표변호사
- 민주사회를 위한 변호사 모임 부회장
- 민주당 인권위원장

## 논란
열린우리당 인권위원장으로 재직하던 2006년 5월 12일 평화방송 `열린세상 오늘 장성민입니다'에 출연하여 평택미군기지 확장 이전 반대 집회 진압에 대한 견해를 밝히던 중 '광주사태 당시 직접적인 질서유지를 목적으로 바로 군이 투입된 것'이라고 말해 물의를 빚었다. 열린우리당은 이원영 의원의 당 인권특별위원장직을 박탈하고 당 윤리위원회에 회부하였다. 이 의원도 5월 14일 열린우리당 광주시당에서 기자회견을 열어 "군인이 민간인을 상대로 질서유지를 위해 공권력을 행사해서는 안 된다는 것을 이야기했다. 5.18 광주민중항쟁 영령들과 광주시민께 저의 경솔한 발언을 참회하고 깊이 사죄한다"며 당 윤리위원회 징계를 자청했다.

## 저서
- 이원영. 《희망은 미풍처럼 밀려온다》. 광명저널. 2011년. ISBN 9788996748304

## 역대 선거 결과
|  | 11.78% |

|  | 49.41% |

## 소속 정당
| 소속 정당 | 소속 정당      | 소속 기간 | 비고           |
| --------- | -------------- | --------- | -------------- |
|           | 통합민주당     | 1996      | 정계 입문      |
|           | 민주당         | 1996~1997 | 당명 변경      |
|           | 무소속         | 1997      | 탈당           |
|           | 새정치국민회의 | 1997~2000 | 입당           |
|           | 새천년민주당   | 2000~2003 | 합당           |
|           | 무소속         | 2003      | 탈당           |
|           | 열린우리당     | 2003~2007 | 창당           |
|           | 대통합민주신당 | 2007~2008 | 합당           |
|           | 통합민주당     | 2008      | 합당           |
|           | 민주당         | 2008~2011 | 당명 변경      |
|           | 민주통합당     | 2011~2013 | 합당 정계 은퇴 |
|           | 민주당         | 2013~2014 | 당명 변경      |
|           | 새정치민주연합 | 2014~2015 | 합당           |
|           | 더불어민주당   | 2015~현재 | 당명 변경      |

## 같이 보기
- 광명시 갑
- 광명시의 국회의원